# Thamnophis rossmani
Espèce
Statut de conservation UICN

 DD  : Données insuffisantes
Thamnophis rossmani est une espèce de serpents de la famille des Natricidae. 

## Répartition
Cette espèce est endémique de l’État de Nayarit au Mexique,.

## Étymologie
Cette espèce est nommée en l'honneur de Douglas Athon Rossman.

## Publication originale
- Conant, 2000 : A new species of garter snake from Western Mexico. Occasional papers of the Museum of Natural Science, Louisiana State University, vol. 76, p. 1-7.